# ブギーマン (2005年の映画)
『ブギーマン』（原題：Boogeyman）は、2005年制作のアメリカ合衆国のホラー映画。サム・ライミ製作。
映画『ハロウィン』シリーズと同じく、ブギーマンを題材としているが、『ハロウィン』シリーズとは関連はなく、ブギーマンも同作のブギーマンとは無関係である。
続編『ブギーマン2 憑依』、『ブギーマン3』も製作された。

## あらすじ
ティムは仕事もプライベートも順調な一見普通の青年だが、あるトラウマを抱えていた。
それは彼が8歳の時のある夜、父親が自室のクローゼットから現れた影のような化け物・ブギーマンに襲われ、行方不明となったというものだった。
それ以来、ティムはいつかブギーマンが今度は自分を連れ去りにやってくるのではないかと脅えながら生きてきた。
ある日、彼に母メアリーの死の報せが届き、ティムは久々に帰郷する事になった。
母の葬儀を済ませたティムは、トラウマの原因となった生家のクローゼットに久々に足を踏み入れるが、そこで怪現象に遭遇する。
さらに恋人のジェシカまでもが行方不明となり、ティムは自分と同じようにブギーマンが存在することを知る不思議な少女フラニーや、幼なじみのケイトの協力を得てブギーマンと対峙する。

## キャスト
※括弧内は日本語吹替
- ティム - バリー・ワトソン（竹若拓磨）
- ケイト - エミリー・デシャネル（林真里花）
- ジェシカ - トーリー・マセット（宮島依里）
- フラニー - スカイ・マッコール・バートシアク（本名陽子）
- マイク叔父さん - フィリップ・ゴードン（仲野裕）
- ティムの母 - ルーシー・ローレス（幸田夏穂）
- ティムの父 - チャールズ・メジャー（古澤徹）
- 少年時代のティム - アーロン・マーフィー（恒松あゆみ）